# أيفوري لي براون
أيفوري لي براون (بالإنجليزية: Ivory Lee Brown)‏ هو لاعب كرة قدم أمريكية أمريكي، ولد في 17 أغسطس 1969 في فلسطين في الولايات المتحدة.

## وصلات خارجية
- أيفوري لي براون على موقع مرجع كرة القدم المحترفة.كوم (الإنجليزية)